# Красуляк Зоя Іванівна
Зо́я Іва́нівна Красуля́к (нар. 9 лютого 1967) — українська поетеса.

## Біографія
Народилась 9 лютого 1967 року в смт Чернівці на Вінниччині. Закінчила Тульчинське культосвітнє училище, Київський національний університет культури і мистецтв (1998). В закладах культури області пройшла шлях від завідуючою клубом до начальника відділу культури. Нині працює у Вінницькому обласному центрі народної творчості.

Проживає у с. Стадниця Вінницької міської територіальної громади Вінницького району.

## Творчість
Авторка книжок лірики:
- Таїна: поезія. — Вінниця: Книга-Вега, 2006. — 128 с.: іл., фот. — ISBN 966-621-287-0;[2]

- Мандрівниця снів: поезія. — Вінниця: «Вінницький обласний центр народної творчості», 2015. — 80 с . — ISBN 978-617-583-157-1;[3]

- Кава з пінкою: гуморески. — Вінниця: Меркьюрі-Поділля, 2021. — 112 с. — ISBN 976-617-7230-21-6.[4]

Пише також малу прозу, твори для дітей, сатиру і гумор. Друкується у регіональній періодиці, зокрема у журналах «Вінницький край» та «Світлиця».

|                                                                | Зоя Красуляк – самобутня, колоритна поетеса, про що засвідчують дві її поетичні книги «Таїна» та «Мандрівниця снів». Це чудові збірки, наповнені глибокою і сокровенною лірикою, яка зворушує серце, дихає новизною і нешаблонністю. Відкрий їх з будь-якої сторінки – і Муза вже веде тебе за руку в психологію почуттів, у світ прекрасного. <…> Мова поезії Зої Красуляк особлива. Це глибока простота, прекрасна невимушеність, їй абсолютно чужа манірність багатьох сучасників, котрі прагнуть вилізти з шкіри, аби пооригінальничати. Мабуть, Зоя Красуляк пише так, бо сама вона виросла з народної пісні з її небагатослів’ям, але з глибинним змістом. |
| — Михайло Каменюк, з рекомендації до вступу до лав НСПУ (2019) | |

|                                                                   | Поезії Зої Красуляк – це сповідь жінки, яка у всі віки чекає любові, підтримки, розуміння, вірності. Її лірична героїня виступає то самотньою вовчицею, то забутою скрипкою, що чекає свого маестро. <…> Але попри жалі, смутки й розчарування, твори Зої Красуляк світлі, оптимістичні й іронічні. |
| — Валентина Сторожук, з рекомендації до вступу до лав НСПУ (2019) | |

|                                                                | Її поетичні мініатюри – мов невагоме кантиленне мереживо, імпресіоністичні замальовки у пастельних тонах. Теми творчості вічні – кохання, вселенський сум, рефлексії буття. Просто, але майстерно виписані мінливі стани багатої духом людини. |
| — Андрій Стебелєв, з рекомендації до вступу до лав НСПУ (2019) | |

|                                                             | Зоя Красуляк – переможниця Всеукраїнського конкурсу авторської пісні «Мій рідний край». Вона членкиня Вінницького куреня гумористів імені Степана Руданського. Гумористичною збіркою «Кава з пінкою» поетеса заявила себе ще й як дотепна майстриня гумористичного цеху. |
| — Леонід Куций, з передмови до книги «Кава з пінкою» (2021) | |

Є авторкою і виконавицею понад 200 пісень на власні вірші. Має сім авторських аудіо альбомів. З них три — весільних пісень «Чернівецькі вихиляси», колядок «Медове Різдво», дитячих «Білі кораблі» та «Ангел», альбом колискових пісень. Її пісні є в репертуарі таких виконавців, як: народний артист України Микола Свидюк, заслужені артисти України Любов і Віктор Анісімови, вокальний дует «Кохана, коханий» та ін.

Учасниця і ведуча багатьох обласних, всеукраїнських та міжнародних культурно-мистецьких проєктів, що проводяться на Вінниччині та за її межами.

Членкиня Вінницького куреня гумористів ім. Степана Руданського.

Рішенням Секретаріату НСПУ від 29 червня 2023 р. прийнята до спілчанських лав.

## Відзнаки
- Літературно-мистецька премія «Кришталева вишня» (2006);
- Всеукраїнська літературно-мистецька премія імені Степана Руданського (2021).[6]